# Spárgavirágúak

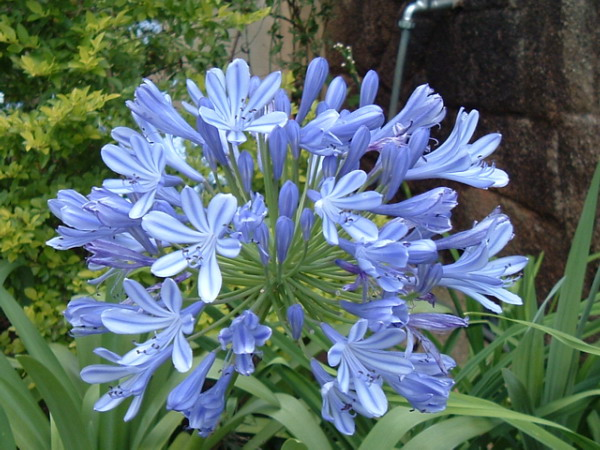
Agapanthus africanus – Agapanthaceae család

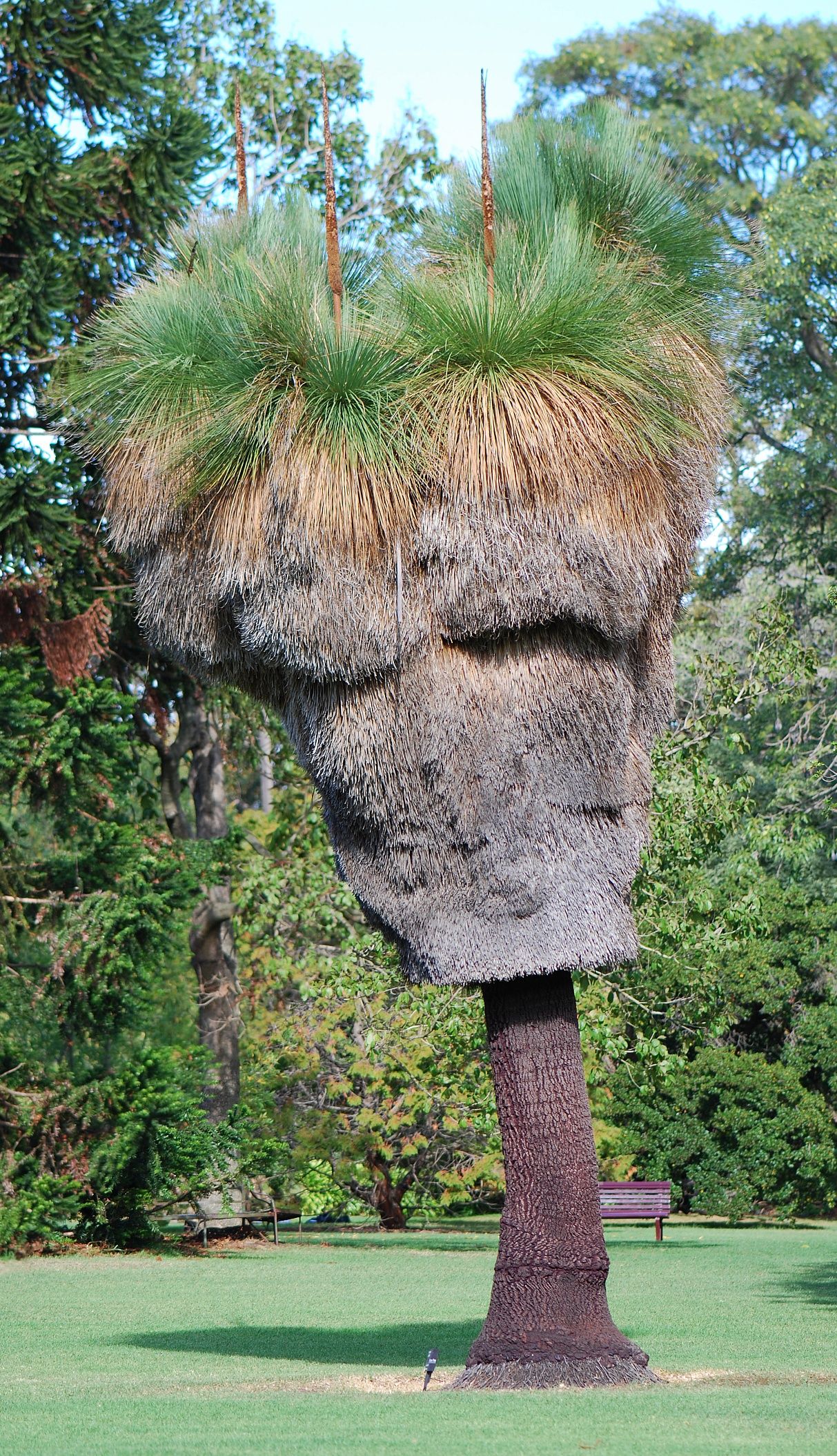
Az Ausztráliában elterjedt fűfafélék talán a legkülönlegesebb megjelenésű fatermetű növények.

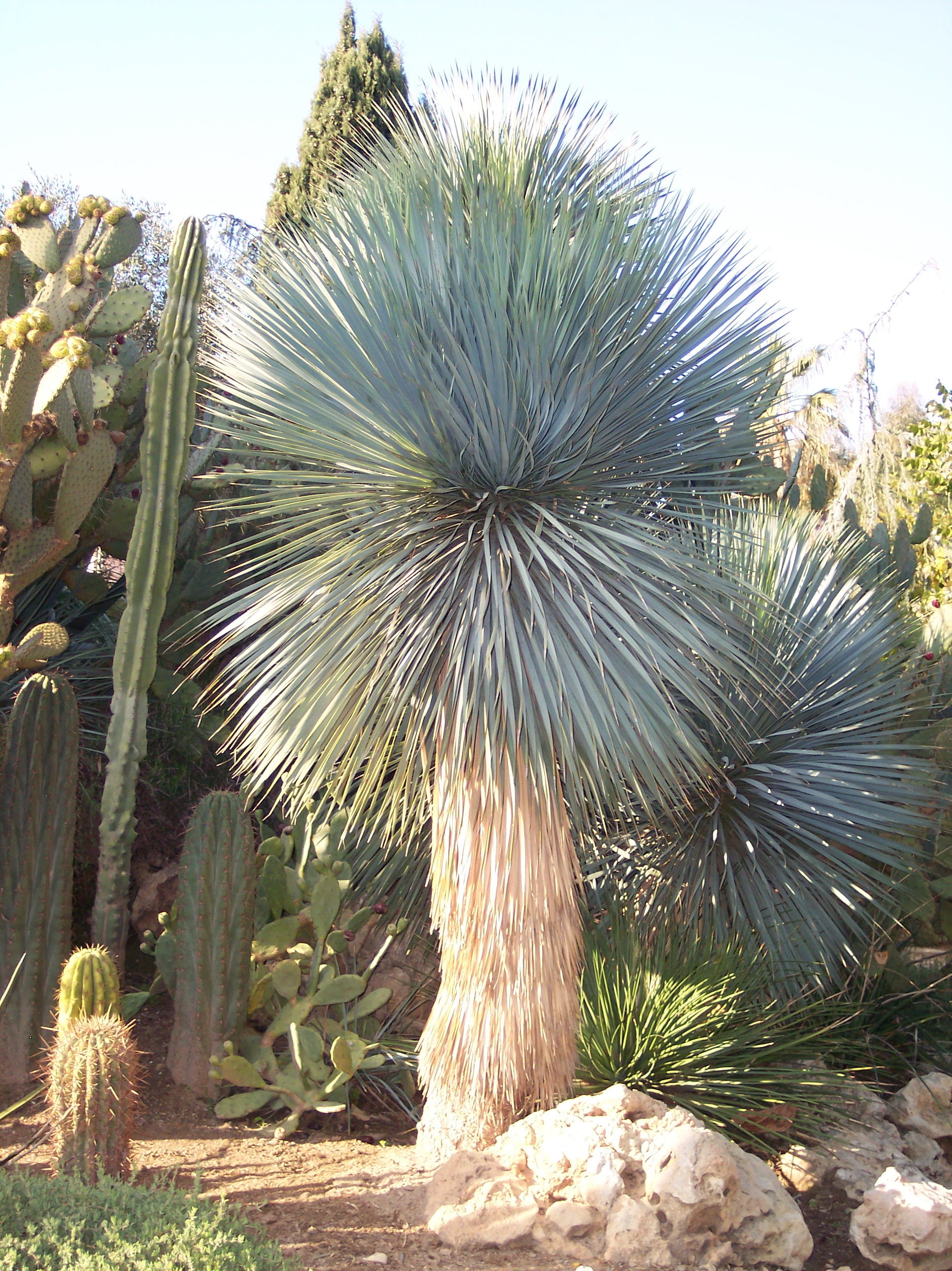
Látványos fatermetű agávéfaj (Yucca rostrata)

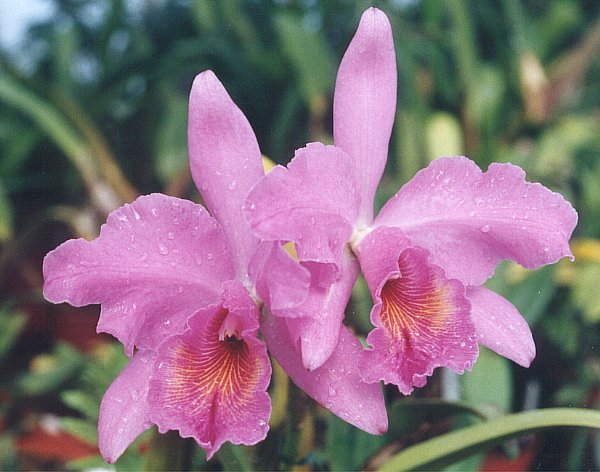
Gyönyörű virágú orchideafaj (Cattleya warscewiczii)

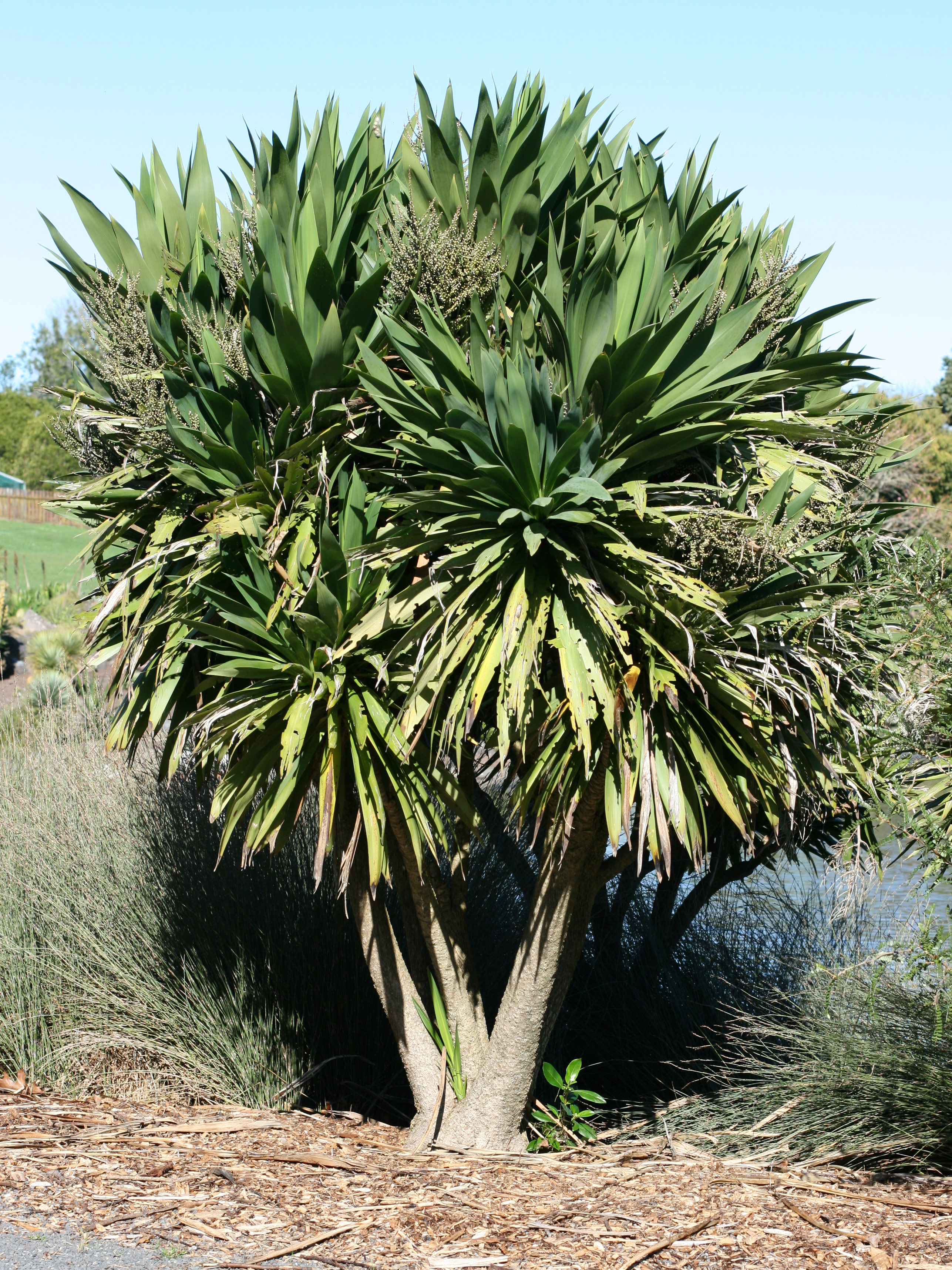
Fatermetű spárgavirágú-faj a Laxmanniaceae családból (Cordyline obtecta)

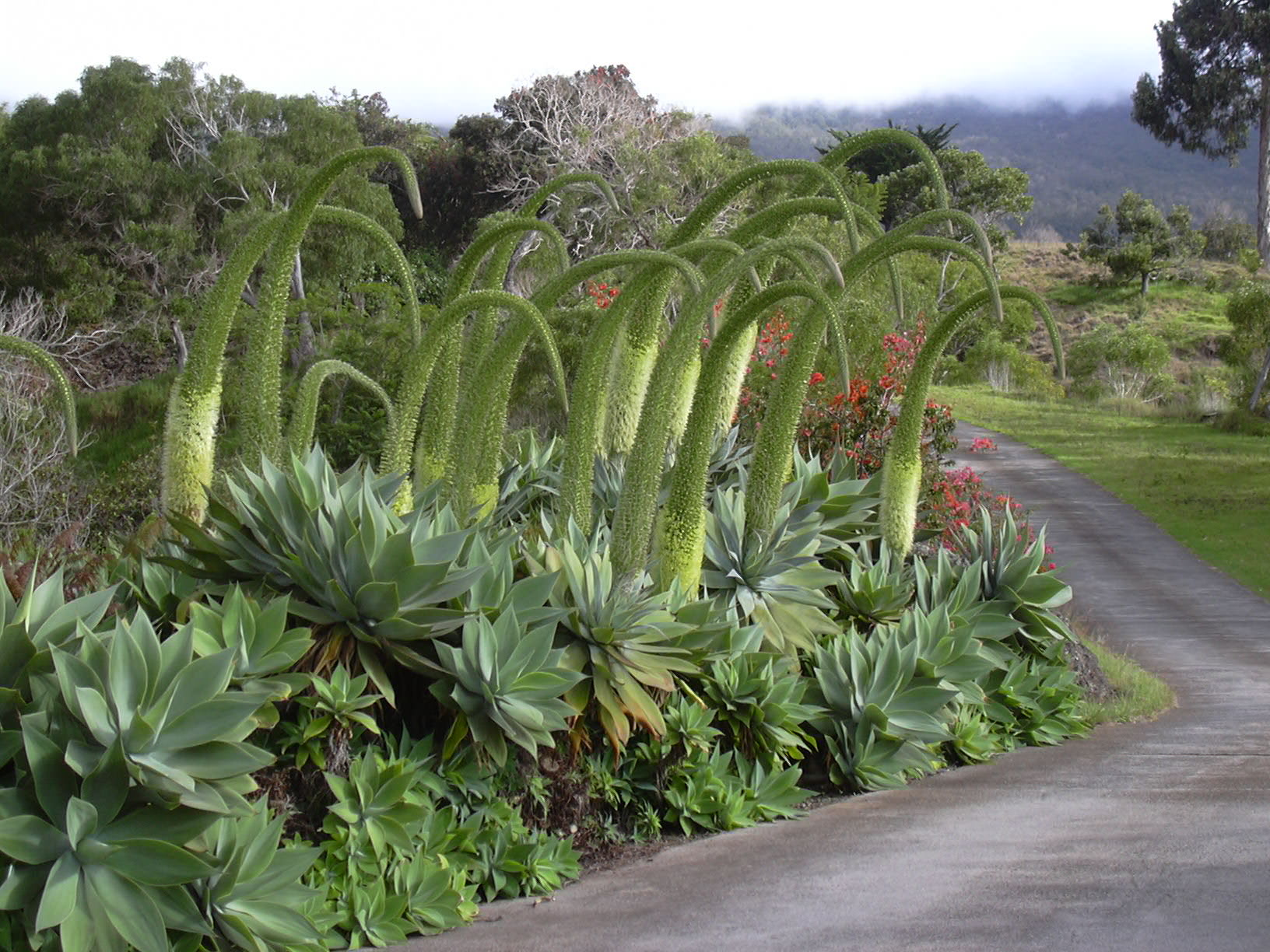
Hatalmas virágzatot fejlesztő agávék (Agave attenuata)

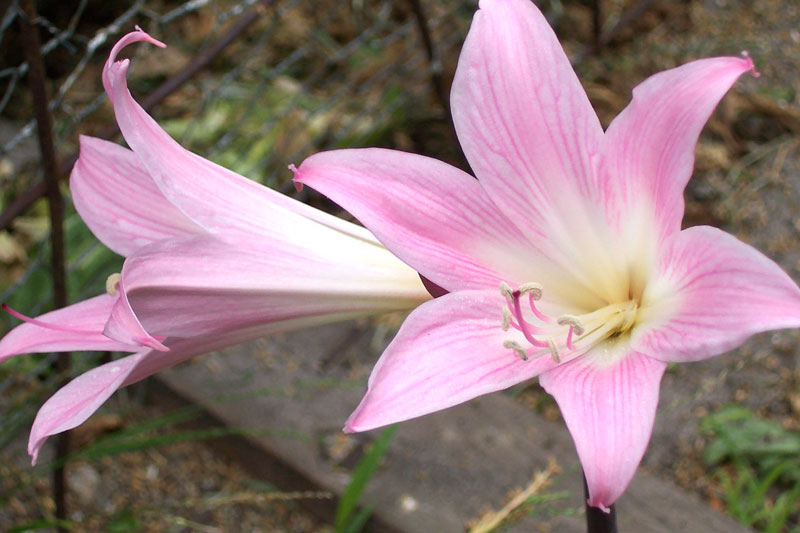
Amaryllis belladonna

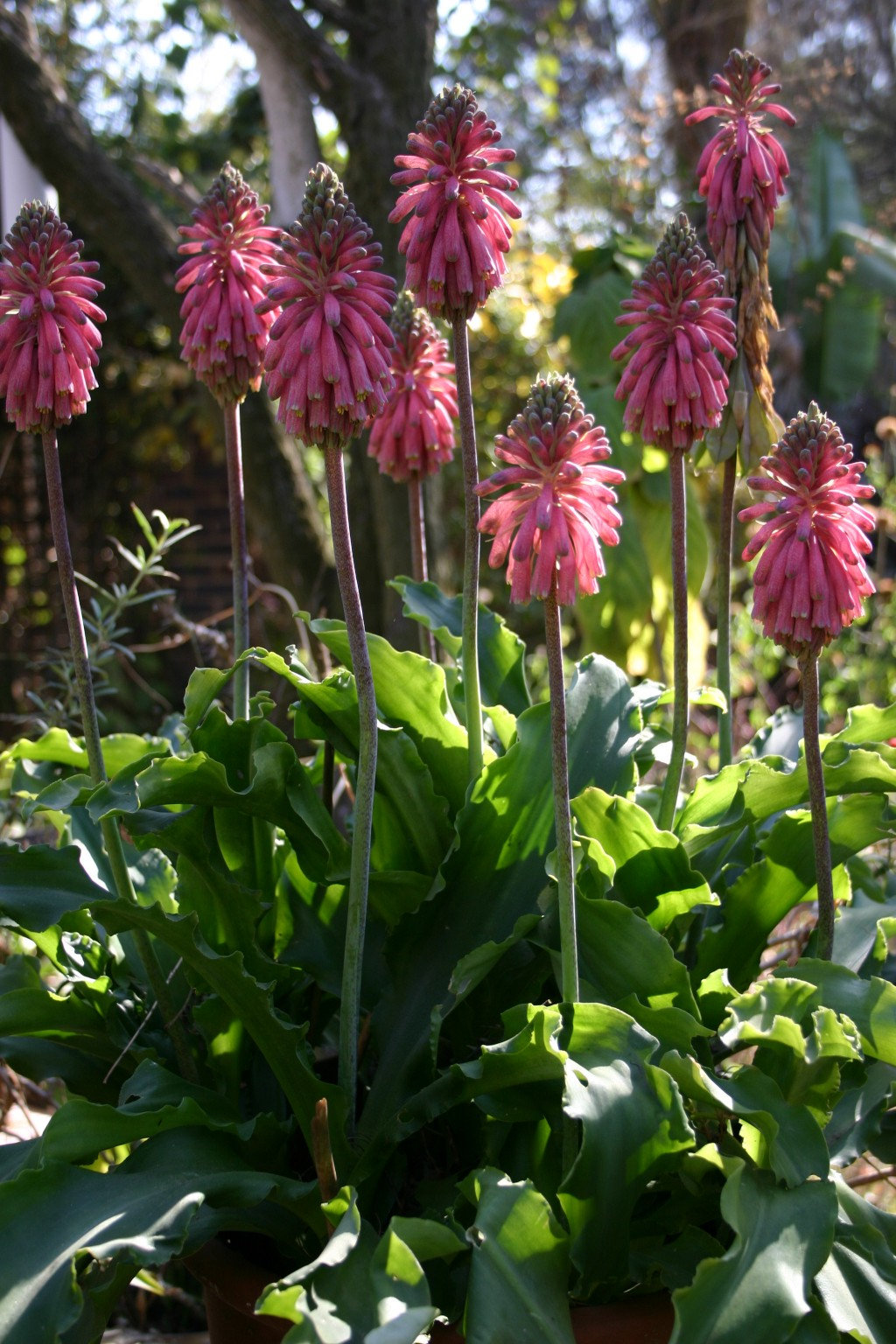
A jácintfélék (Hyacinthaceae) közé tartozó Veltheimia bracteata

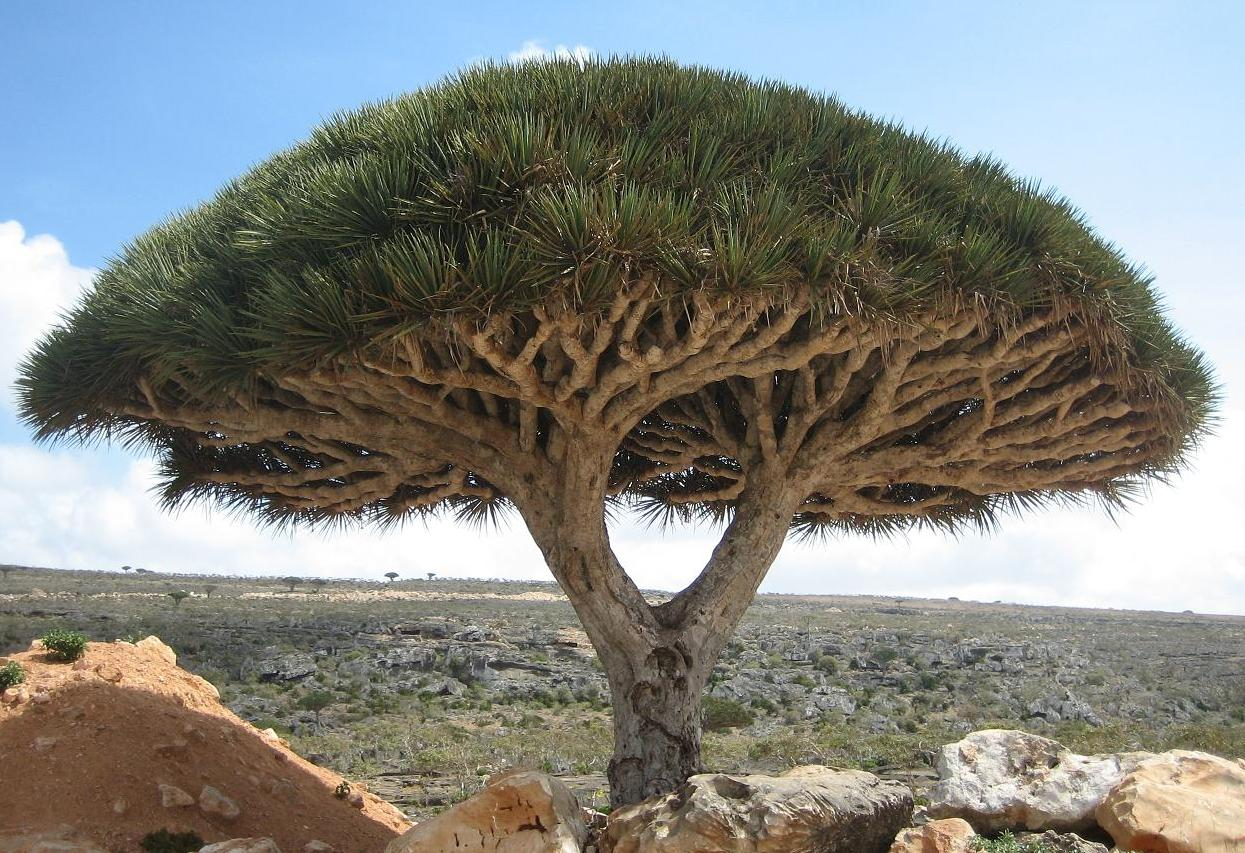
A csodabogyófélék családjába (Ruscaceae), a sárkányfafélék alcsaládjába tartozó Dracaena cinnabari

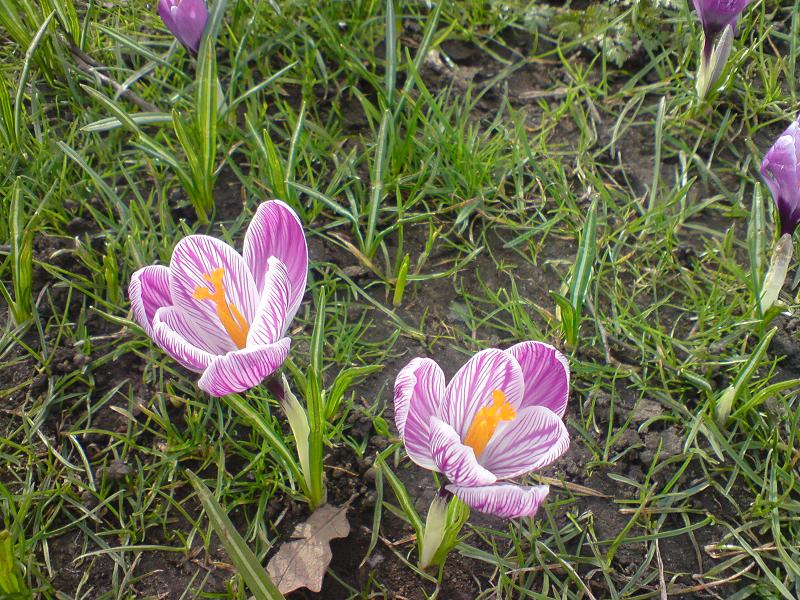
A nősziromfélék családjába (Iridaceae) tartozó sáfrány (Crocus sp.)

A spárgavirágúak vagy spárgaalkatúak (Asparagales) a zárvatermők törzsének (Magnoliophyta), az egyszikűek osztályának (Liliopsida) egyik rendje. Ezzel a kategóriával általában nem találkozhatunk a korábbi növényrendszerekben (így pl. nem szerepel ilyen kategória az Urania Növényvilág sorozat növényrendszerében, sem a Soó- és Hortobágyi-rendszerben). A jelenleg ide sorolt családok ezekben a rendszerekben a liliomok alosztályában (Liliidae) illetőleg rendjében (Liliales) szerepeltek.
A magyar szakirodalomban elsőként a Borhidi-rendszerben találkozhatunk a spárgavirágúak rendjével, melyet a rendszer a Liliidae alosztályba, azon belül a Lilianae főrendbe helyez. Ebben a rendszerben már a korábban liliomok közé sorolt családok nagy része a spárgavirágúak rendjében szerepel.
Korábbi rendszerekben az egyes családok elkülönítésekor igen fontosnak tartották a sporogenezis mibenlétét és a magház állásának helyzetét. Később kiderült, hogy ezek egymástól függetlenül alakulhatnak ki, és veszhetnek el az egyes spárgavirágú családokban (konvergens fejlődés). Ez az oka annak, hogy pl. a Borhidi-rendszerben nem ugyanolyan szinten szerepelnek az egyes családok, mint a korszerűbb, molekuláris biológiai és kladisztikus rendszerekben (pl. a sárkányfafélék külön családként szerepelnek, azonban a csodabogyófélék közé vonhatók).

## Közös morfológiai sajátosságok
A rendbe igen eltérő szerveződésű, morfológiájú és habitusú növények tartoznak, így közös sajátosságot találni közöttük igen nehéz (a spárgavirágúak rendje tehát igen inhomogén, ellenben az erőteljesen redukált faj- és családszámú liliomvirágúak rendje [Lilales] éppen így vált egy sokkal homogénebb növénycsoporttá). Virágzatuk leggyakrabban fürtös típusú. A virágjaikban rendszerint csak egyetlen bibeszál található. Jellemző még rájuk szeptálnektárium: olyan mézmirigyek, melyek a termőtájban a termőlevelek érintkezésének vonalában alakulnak ki. Termésük bogyó- vagy szepticid toktermés, esetleg ezekhez hasonló áltermés. Növénykémiai sajátosságaik közül megemlítendő a magok héjában található fekete festékanyag, a fitomelanin jelenléte, továbbá a szteroidszapogeninek és a szívglikozidok széles körű elterjedtsége.
A spárgavirágúak között találjuk a legtermetesebb egyszikűeket, melyek valódi másodlagos vastagodásra is képesek (Agavaceae, Ruscaceae). Az elsődleges kéregalapszövet sejtjei visszanyerik az osztodóképességüket, s az elsődleges kéregben másodlagos kambiumgyűrű alakul ki, mely a továbbiakban a szárvastagítás feladatáért felel. Ez a kambiumköpeny úgy működik, hogy bizonyos helyeken a prokambium nyalábokból kolleteriális vagy még inkább koncentrikus edény és közöttük pedig alapszövet állandósul. Az elsődleges bőrszövetet is periderma váltja fel, melyet hasonlóan az elsődleges részben működő fellogén fűz le.

## A renden belüli rokonsági kapcsolatok
A renden belüli rokonsági kapcsolatok még nem egészen biztosak és általánosan elfogadottak. Az egyes ágak támogatottsága igen eltérő (50–80% között mozog). A renden belül – az evolúciós kapcsolatok vázlata, vagyis a kladogram alapján – további rend alatti illetőleg család feletti taxonok (alrendek, főcsaládok) állíthatók fel. Ilyen szorosabb rokonsági kapcsolatok például a következők (Tuba Zoltán–Szerdahelyi Tibor–Engloner Attila–Nagy János [szerk.]: Botanika II. – Rendszertan, Nemzeti Tankönyvkiadó, Bp., 2007, 407. oldal kladogramja alapján):
- a sásliliomfélék (Hemerocallidaceae) és a aszfodéloszfélék (Asphodelaceae) – a kisebb Xanthorrhoeaceae családdal, ahová pl. a fűfák tartoznak – egy monofiletikus taxonba vonhatók;
- a hagymafélék (Alliaceae) és az amarilliszfélék (Amaryllidaceae) – illetve még egy kisebb család, az Agapanthaceae – egy kládot alkotnak;
- a jácintfélék (Hyacinthaceae) az agávéfélék (Agavaceae) testvércsoportjaként jelentkezik a törzsfán;
- a spárgavirágúak két csúcsi helyzetű családja – így egymás testvércsoportja – a spárgafélék (Asparagaceae) és a csodabogyófélék (Ruscaceae), melyekhez még a kisebb Laxmanniaceae család is csatlakozik.

A spárgavirágúak rendjébe 24 család tartozik 1122 nemzetséggel és több mint 26 ezer fajjal, így ez a növényvilág fajokban leggazdagabb rendje. Elkülönülésük a többi egyszikű csoporttól már elég korán, a földtörténeti középidő (mezozoikum) alsó kréta korában bekövetkezhetett. A rend kozmopolita, vagyis fajaik az egész Földön elterjedtek.

## Rendszerezés

### APG III-rendszer
A 2009-es APG III-rendszer jó néhány családot összevont, így a következő családokat sorolja az Asparagales-hez:
- Amaryllidaceae (tartalmazza a korábbi Agapanthaceae és Alliaceae családokat)
- Asparagaceae (tartalmazza a korábbi Agavaceae, Aphyllanthaceae, Hesperocallidaceae, Hyacinthaceae, Laxmanniaceae, Ruscaceae és Themidaceae családokat)
- Asteliaceae
- Blandfordiaceae
- Boryaceae
- Doryanthaceae
- Hypoxidaceae
- Iridaceae
- Ixioliriaceae
- Lanariaceae
- Orchidaceae
- Tecophilaeaceae
- Xanthorrhoeaceae (tartalmazza a korábbi Asphodelaceae és Hemerocallidaceae családokat)
- Xeronemataceae

### APG II-rendszer
A 2003-as APG II-rendszer a rendet az egyszikűek (monocots, Liliopsida) közé helyezi, a következő leírással.
- Asparagales rend
Alliaceae család
[+ Agapanthaceae család]
[+ Amaryllidaceae család]
Asparagaceae család
[+ Agavaceae család]
[+ Aphyllanthaceae család]
[+ Hesperocallidaceae család]
[+ Hyacinthaceae család]
[+ Laxmanniaceae család]
[+ Ruscaceae család]
[+ Themidaceae család]
Asteliaceae család
Blandfordiaceae család
Boryaceae család
Doryanthaceae család
Hypoxidaceae család
Iridaceae család
Ixioliriaceae család
Lanariaceae család
Orchidaceae család
Tecophilaeaceae család
Xanthorrhoeaceae család
[+ Asphodelaceae család]
[+ Hemerocallidaceae család]
Xeronemataceae család

Megjegyzés: a „+ …” opcionálisan összevont családot jelent, ami esetleg leválasztható az őt megelőző családról.
Az APG II összevont jó pár a korábbi APG-rendszerben még különálló családot, miközben felismerte annak alternatív lehetőségét, hogy egyes kisebb családokat elkülönítsenek, mégis az 'APG rendszert' kövessék. Az új osztályozási rendszer alapján a taxonómus választhatja a Hemerocallis elhelyezését akár a Hemerocallidaceae családban, akár a Xanthorrhoeaceae családban.

### APG-rendszer
Az 1998-as eredeti APG-rendszer szintén az egyszikűek alá helyezte a rendet, de a következő leírást alkalmazta, melyben valamifel magasabb a családok száma, mint az APG II-rendszerben.
- Asparagales rend
Agapanthaceae család
Agavaceae család
Alliaceae család
Amaryllidaceae család
Anemarrhenaceae család
Anthericaceae család
Aphyllanthaceae család
Asparagaceae család
Asphodelaceae család
Asteliaceae család
Behniaceae család
Blandfordiaceae család
Boryaceae család
Convallariaceae család
Doryanthaceae család
Hemerocallidaceae család
Herreriaceae család
Hyacinthaceae család
Hypoxidaceae család
Iridaceae család
Ixioliriaceae család
Lanariaceae család
Laxmanniaceae család
Orchidaceae család
Tecophilaeaceae család
Themidaceae család
Xanthorrhoeaceae család
Xeronemataceae család

### Kubitzki-rendszer
Az edényes növényeket leíró Kubitzki-rendszer sorozatának 1998-as kötete a következően írja le a rendet.
- Asparagales rend
Agapanthaceae család
Agavaceae család
Alliaceae család
Amaryllidaceae család
Anemarrhenaceae család
Anthericaceae család
Aphyllanthaceae család
Asparagaceae család
Asphodelaceae család
Asteliaceae család
Behniaceae család
Blandfordiaceae család
Boryaceae család
Convallariaceae család
Doryanthaceae család
Dracaenaceae család
Eriospermaceae család
Hemerocallidaceae család
Herreriaceae család
Hyacinthaceae család
Hostaceae család
Hypoxidaceae család
Iridaceae család
Ixioliriaceae család
Johnsoniaceae család
Lanariaceae család
Lomandraceae család
Nolinaceae család
Orchidaceae család
Ruscaceae család
Tecophilaeaceae család
Themidaceae család
Xanthorrhoeaceae család

### Dahlgren-rendszer
A Dahlgren-rendszer a rendet a Lilianae főrend Liliidae [= egyszikűek] alosztályába helyezte a Magnoliopsida [= zárvatermők] osztályán belül, s ezt a leírást alkalmazta:
- Asparagales rend
Agavaceae család
Alliaceae család
Amaryllidaceae család
Anthericaceae család
Aphyllanthaceae család
Asparagaceae család
Asphodelaceae család
Asteliaceae család
Blandfordiaceae család
Calectasiaceae család
Convallariaceae család
Cyanastraceae család
Dasypogonaceae család
Doryanthaceae család
Dracaenaceae család
Eriospermaceae család
Hemerocallidaceae család
Herreriaceae család
Hostaceae család
Hyacinthaceae család
Hypoxidaceae család
Ixioliriaceae család
Lanariaceae család
Luzuriagaceae család
Nolinaceae család
Philesiaceae család
Phormiaceae család
Ruscaceae család
Tecophilaeaceae család
Xanthorrhoeaceae család

### Egyéb rendszerek
A Cronquist-rendszer nem használja a rendet, az ide tartozó növények nagy részét a Liliales rendbe sorolja (Liliidae alosztály a Liliopsida osztályában). Egyes nemzetségeket egyenesen a Liliaceae családba sorol.
A Wettstein-rendszer utolsó, 1935-ös változatában nem ismeri a rendet, az ide tartozó legtöbb növényt a Liliiflorae rendbe sorol a Monocotyledones alatt.

## A legfontosabb családok rövid jellemzése

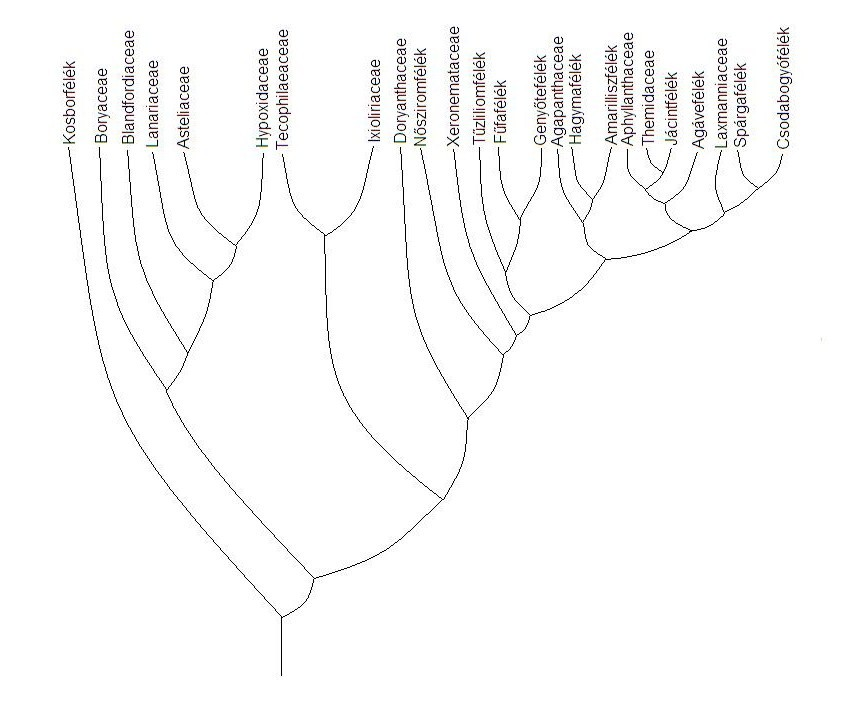
A spárgavirágúak belső rokonsági kapcsolatai. A törzsfán jól látszik, hogy a kosborfélék az első leágazáson találhatók – ún. alapi helyzetű család –, s így akár külön rendként leválasztható a többi spárgavirágú családtól, melyet nagy fajszámuk, s a több családhoz képesti egységesebb morfológiájuk indokolhat is.

Mivel a rendbe nagyon sok család tartozik – mint már olvashattuk, szám szerint 24 –, a könnyebb tájékozódás érdekében rövid leírást olvashatunk – egy-egy jellegzetes faj képével – a legismertebb és legfontosabb családokról. Természetesen mindegyik itt jellemzett családról külön olvashatunk terjedelmesebb és részletesebb, külön szócikket.

### Kosborfélékvagy orchideafélék(Orchidaceae)
A növényvilág fajokban leggazdagabb családja a kosborféléké: 788 nemzetség 20 ezer faja tartozik ide. Az kora kréta korszakban, legelőször váltak le a spárgavirágúak közös fejlődési vonaláról. Több alcsaládra osztjuk fel – az egyébként rendként is kezelhető – családot, melyek már a felső eocén korszakra kialakultak. A család tehát meglepően idős. Kozmopolita elterjedésűek, de legnagyobb változatosságban a trópusi esőerdőkben élnek. Életformájuk is igen változatos: fán lakók (epifiták), liánok és talajlakó évelők egyaránt akadnak közöttük. A legtöbb fajuk – hazánkban az összes – szigorúan védett.

### Nősziromfélék(Iridaceae)
Latin nevük Iriszre utal, aki a római mitológiában a szivárvány istennője. Virágjaik valóban rendkívül sokszínűek, szemet gyönyörködtetően mintázottak. Lágyszárú, ritkábban félcserjealkatú növények. Évelők, földalatti áttelelő szervük van (gyöktörzs, gumó, hagymagumó, hagyma). A család az alsó krétában válhatott ki a többi spárgavirágú fejlődési vonalából, majd a felső kréta idején a csoport fejlődése kettévált; ezt ma két alcsaládként fejezi ki a taxonómia: sáfrányfélék (Crocoideae) és valódinőszirom-félék (Iridoidea). A családba ma 67 nemzetség tartozik 1870 fajjal.

### Sásliliomfélék(Hemerocallidaceae)
A sásliliomfélék kozmopolita családja 8 nemzetséget számlál 85 fajjal. Kivétel nélkül lágyszárú, vastagodott gyökerű, rizómás növények tartoznak ide. Leveleik szálasak, gyakori a tőlevélrózsa. Virágzatuk igen változatos és feltűnő.

### Aszfodéloszfélék(Asphodelaceae)
Kozmopolita család 15 nemzetség közel 800 fajával. Fejlett gyökérrendszerű, rizómás lágyszárúak vagy fásszárúak tartoznak ide. Leveleik gyakran tőlevélrózsát alkotnak és húsosak, szélük gyakran fogazott, akárcsak az ide tartozó, közismert és a gyógyászatban alkalmazott orvosi aloé (Aloe vera) levelei.

### Hagymafélék(Alliaceae)
A rend talán legjobban ismert és gazdaságilag legjelentősebb családja a hagymafélék. Fajaik az egész világon elterjedtek. Kétéves vagy évelő növények tartoznak ide, áttelelő szervük főként hagyma, de lehet hagymagumó, tarack és gyöktörzs is. Leveleik általában tőállóak, keresztmetszetük sokszor henger alakú, belül üreges. Kémiai anyagaik közül nagyon jellegzetes a kéntartalmú hagymaolaj (allilolja). A családba 13 nemzetség közel 800 faja tartozik. A magyar konyha elképzelhetetlen lenne a közép-ázsiai származású vöröshagyma (Allium cepa) és fokhagyma (Allium sativum) nélkül.

### Amarilliszfélék(Amaryllidacaea)
A hagymafélék igen közeli rokonai az amarilliszfélék, melyeket főként igen látványos dísznövényként ismerhetünk, de ide tartoznak pl. a közismert hóvirág (Galanthus nivalis), „a tavasz első hírnöke”, vagy pl. a hazai kertekben nem ritka nárciszok (Narcissus sp.). Kivétel nélkül lágyszárú, tőlevélrózsás, évelő növények; áttelelő szervük hagyma, hagymagumó vagy rizóma. A család 59 nemzetséget számlál 800 fajjal.

### Jácintfélék(Hyacithaceae)
A jácintfélék családjának 70 nemzetsége 1000 fajt számlál. Óvilági elterjedésű, hagymás geofiták. Leveleik leggyakrabban tőállóak és szálasak. Virágzatuk megnyúlt fürtös típusú. A csoportnak négy alcsaládja van. A valódijácint-félék alcsaládjába (Hyacinthoideae) tartozik az egyfajú Hyacinthus nemzetség, melybe a jácint faj (Hyacinthus orientalis) tartozik egyedül. Dalmáciától Kis-Ázsiáig honos. Nálunk sokféle szín- és méretváltozatát árusítják, mint kerti vagy szobai dísznövényt. Illata nagyon erőteljes és kellemes.

### Agávéfélék(Agavaceae)
Az családba 23 nemzetség és azoknak 637 faja tartozik. Az egyszikűek legtermetesebb alakjai közé tartoznak. A családot további 6 monofiletikus rokonsági körre, kládra lehet felbontani a molekuláris kladisztikai vizsgálatok alapján. Kozmopolita elterjedésű csoport, főként a trópusok–szubtrópusok növényei. A legtipikusabb kládja a csoportnak az Agave. Ezek amerikai elterjedésű fajok, gyöktörzses lágyszárral vagy faalkattal. Ez utóbbiak a másodlagos vastagodásra is képesek. Két legjellegzetesebb nemzetségük a névadó Agave illetve a Yucca. A pálmaliliom (Yucca filamentosa) a hazai parkokban, út- és árokszéleken is gyakran ültetett növény. Az agávéfélék családjába tartozik még a homokliliomok nemzetsége (Anthericum), melynek hazánkban is van őshonos képviselője.

### Spárgafélék(Asparagaceae)
A spárgafélék óvilági elterjedésű lágyszárúak, félcserjék, cserjék vagy liánok. Gyöktörzsük van, mely általában rövid. Leveleik a névadó spárga nemzetségben (Asparagus) redukálódtak, a fotoszintézist ún. fillokládiumok végzik. Virágaik kicsinyek, fehérek, egy- vagy kétivarúak. A magházukból bogyótermés fejlődik ki. Legfontosabb nemzetségük a már említett Asparagus, ahová közel 300 faj tartozik. Kedvelt zöldségnövényünk, a kerti spárga (Asparagus officinalis) is ebbe a nembe tartozik.

### Csodabogyófélék(Ruscaceae)
A csodabogyófélék családjába nagyrészt északi félgömbi elterjedésű évelő spárgavirágúak tartoznak. A család 26 nemzetséget és 475 fajt számlál. A családot több alcsaládra oszthatjuk fel, melyek közül a legjelentősebbek a csodabogyófélék (Ruscanoideae), a gyöngyvirágfélék (Convallarioideae) és a sárkányfafélék (sárkányvérfafélék, Dracaenoideae). Ezek a csoportok korábbi rendszerekben külön-külön családi rangon szerepeltek. A sárkányfafélék a legtermetesebb, valódi másodlagos vastagodásra képes egyszikű zárvatermők.

## Ajánlott irodalom
- Urania Növényvilág III. – Magasabbrendű növények II., Gondolat Kiadó, Bp., 1976
- Tuba Zoltán–Szerdahelyi Tibor–Engloner Attila–Nagy János (szerk.): Botanika II. (Bevezetés a növénytanba, algológiába, gombatanba és funkcionális növényökológiába) – Rendszertan, Nemzeti Tankönyvkiadó, Bp., 2007
- Podani János: A szárazföldi növények evolúciója és rendszertana, ELTE Eötvös Kiadó, Bp., 2007
- Borhidi Attila: A zárvatermők fejlődéstörténeti rendszertana, Nemzeti Tankönyvkiadó, Bp., 1998
- Hortobágy Tibor (szerk.): Növénytan 2., Növényrendszertan és növényföldrajz, Tankönyvkiadó, Bp., 1973
- Andreánszky Gábor: Ősnövénytan, Akadémiai Kiadó, Bp., 1954
- Soó Rezső: Fejlődéstörténeti növényrendszertan, Tankönyvkiadó, Bp., 1965